# Ditrichophora meridionalis
Ditrichophora meridionalis är en tvåvingeart som först beskrevs av Canzoneri och Giuseppe Giovanni Antonio Meneghini 1977.  Ditrichophora meridionalis ingår i släktet Ditrichophora och familjen vattenflugor.
Artens utbredningsområde är Italien. Inga underarter finns listade i Catalogue of Life.